# 1482
Cette page concerne l'année 1482  du calendrier julien. Pour l'année 1482 av. J.-C., voir 1482 av. J.-C.
L'année 1482 est une année commune qui commence un mardi.

## Événements

### Afrique
- 19 janvier : début de la construction par les Portugais sur la Côte-de-l'Or du port fortifié de Sao Jorge da Mina (château Saint-Georges) dont tous les éléments sont transportés de Lisbonne[1]. Elle confirme le monopole portugais sur le commerce d’Afrique noire (or). Les Portugais colonisent la Côte de l'Or (Ghana) en Afrique.
  - Les Portugais exportent plus d’une tonne d’or par an d’Elmina. Ils échangent l’or d’Akan contre des esclaves razziés sur les côtes du golfe de Bénin. Ils commercent avec l’empire du Mali par la Gambie et achètent l’or, la gomme et les peaux qu’ils revendent en Méditerranée africaine contre des chevaux, des tissus et de l’argent.
  - Diogo Cão, en route vers le Congo, entre en contact avec le roi du Bénin, qui lui raconte qu’il envoie des tributs à son suzerain Ogamé, dont le royaume est à un an de marche à l’intérieur de l’Afrique. En échange, Ogamé lui fait parvenir des cadeaux dont certains portent le signe de la croix. Ce récit renforce le mythe du Prêtre Jean[2].
- 17 juin : Djem est définitivement battu par Bayazid II à Ankara. Après l'échec de négociations avec son frère pour le partage de l'empire ottoman, il se rend à Rhodes (30 juillet)[3] d'où il s'embarque pour l'Europe (1er septembre)[4].
- Août : les Portugais sous la conduite de Diogo Cão explorent le fleuve Congo jusqu'aux environs de l'actuelle Matadi et prennent contact avec le royaume de Kongo[5]. Il entre en rapport avec le roi (Manicongo) du pays, Nzinga Nkuwu (mort en 1506), dont l’autorité semble étendue sur la plupart des peuples du groupe Kongo[6]. Il reprend sa route vers le sud jusqu'au cap Santa-Maria (aujourd'hui Cabo Negro, Angola).

### Europe
- 11 février[7] : renouvellement de l'Inquisition en Espagne sous le Grand Inquisiteur Torquemada.
- 28 février, guerre de Grenade : prise d'Alhama, dans la plaine de Grenade, par les Castillans[8].

- 23 mars : dernier acte de Basarab IV[9]. Après sa mort, Vlad IV, dit le Moine, fils naturel de Vlad Dracul en exil depuis 27 ans, est installé sur le trône valaque avec l’aide d’Étienne de Moldavie, sur la demande de Mathias Corvin (fin en 1495).
- 27 mars : Philippe le Beau (1478-1506) devient souverain des Pays-Bas à la mort de sa mère Marie de Bourgogne sous la régence de Maximilien d'Autriche (8 avril 1482-1494)[10].

- 14 avril : canonisation de Bonaventure de Bagnorea par Sixte IV[11].
- 22 avril : début du règne de Charles Ier de Savoie (fin en 1489)[12].
- 28 avril : le prédicateur Jérôme Savonarole est nommé lecteur et commentateur de l'écriture au couvent San Marco de Florence[13].

- 3 mai : début de la guerre de Ferrare (fin en 1484)[14]. Le duc de Ferrare décide d’établir des salines à Comacchio pour contourner le monopole vénitien. Toute l’Italie se coalise pour le soutenir.
- 17 mai : Étienne Zapolya, général de Mathias Corvin, est battu par les Impériaux près de Bruck-sur-la-Leitha[15].

- 5 - 14 juillet, guerre de Grenade : échec du siège de Loja par les Castillans.

- 21 août : Roberto Malatesta défait les troupes napolitaines à la bataille de Campo Morto, près de Velletri[16].
- 30 août : Guillaume de La Marck, surnommé le « Sanglier des Ardennes », assassine le prince-évêque de Liège, Louis de Bourbon ; c'est le début de la révolte qu'il va mener à Liège, en faveur de Louis XI. (fin en 1485)[17].

- 10 septembre : Guidobaldo Ier de Montefeltro devient duc d'Urbino[18].
- 30 septembre : Mathias Corvin s'empare de Hainburg ; des négociations de paix avec l'empereur Frédéric III échouent à l'automne[15].

- 14 décembre : traité de Münsingen. Réunification du comté de Wurtemberg[19].
- 23 décembre : traité d’Arras. Le duché de Bourgogne et la Picardie sont cédés à Louis XI de France[20]. Maximilien d'Autriche obtient la Franche-Comté et les Pays-Bas. Projet de mariage entre le dauphin Charles et de Marguerite, fille de Maximilien.

- Ambassade russe de Fedor Kuricyn en Hongrie pour mettre sur pied une alliance dirigée contre Casimir IV Jagellon de Pologne et de Lituanie[21].

## Naissances en 1482
- Date précise inconnue :
  - Ryckaert Aertsz, peintre et dessinateur néerlandais († 1577).
  - Charlotte Gouffier de Boisy, gouvernante française († ?).

## Décès en 1482
- 27 mars : Marie de Bourgogne, des suites d’une chute de cheval.
- 22 avril : Philibert Ier de Savoie
- 15 mai : Paolo Toscanelli, astronome florentin, auteur d’une carte affirmant que les Indes sont accessibles par l’Occident.
- 31 mai : Jean de Malestroit, baron de Derval, grand chambellan de Bretagne.
- 10 septembre : Frédéric III de Montefeltro, né le 7 juin 1422 l'un des plus célèbres condottieri de la Renaissance, duc d'Urbino de 1444 jusqu'à sa mort.
- 24 septembre : Richard Puller de Hohenbourg, noble alsacien, brûlé vif à Zurich avec son valet Anton Mätzler pour sodomie.

- Hugo van der Goes, peintre flamand, au monastère de Rouge-Cloître, près de Bruxelles (né v. 1440).